# Capybara Games
Pour les articles homonymes, voir Capybara (homonymie).
Capybara Games est un studio de développement de jeux vidéo fondé en 2003 et basé à Toronto. L'entreprise fait partie des fondateurs de l'Indie Fund, qui a pour but de financer la création de jeux vidéo indépendants.

## Jeux développés
- 2005 : S.M.A.B.U: Earth Wars
- 2006 : Super Shove IT!
- 2006 : Monkey On Your Back
- 2006 : Manic Medic AKA Take Yer Meds!
- 2007 : Pillowfight
- 2008 : Critter Crunch
- 2009 : Might and Magic: Clash of Heroes
- 2011 : Superbrothers: Sword and Sworcery EP
- 2013 : Super Time Force
- 2018 : OK K.O.! Let's Play Heroes (en)
- 2018 : Below
- 2019 : Grindstone
- 2025 : Battle Vision Network